# Reindeer Island
Reindeer Island är en ö i Kanada.   Den ligger i provinsen Manitoba, i den sydöstra delen av landet, 1 800 km väster om huvudstaden Ottawa. Arean är 137 kvadratkilometer.
I omgivningarna runt Reindeer Island växer i huvudsak blandskog. Trakten runt Reindeer Island är nära nog obefolkad, med mindre än två invånare per kvadratkilometer.